# Самійлівка (Пологівський район)
Самі́йлівка — село в Україні, у Кам'янській селищній громаді Пологівського району Запорізької області. Населення становить 119 осіб. До 2020 року орган місцевого самоврядування — Смілівська сільська рада.

## Географія
Село Самійлівка розташоване за 144 км від обласного центру та 59 км від районного центру, біля витоків річки Янчул. Найближчі сусідні села на відстані 2,5 км — Сміле та Запорізьке.

## Історія
Село засноване до 1932 року.
12 червня 2020 року, відповідно до розпорядження Кабінету Міністрів України № 713-р «Про визначення адміністративних центрів та затвердження територій територіальних громад Запорізької області», Смілівська сільська рада увійшла до складу Більмацької селищної громади.
19 липня 2020 року, в результаті адміністративно-територіальної реформи та ліквідації Більмацького району, село увійшло до складу Пологівського району.